# 꼬마의사 맥스터핀스

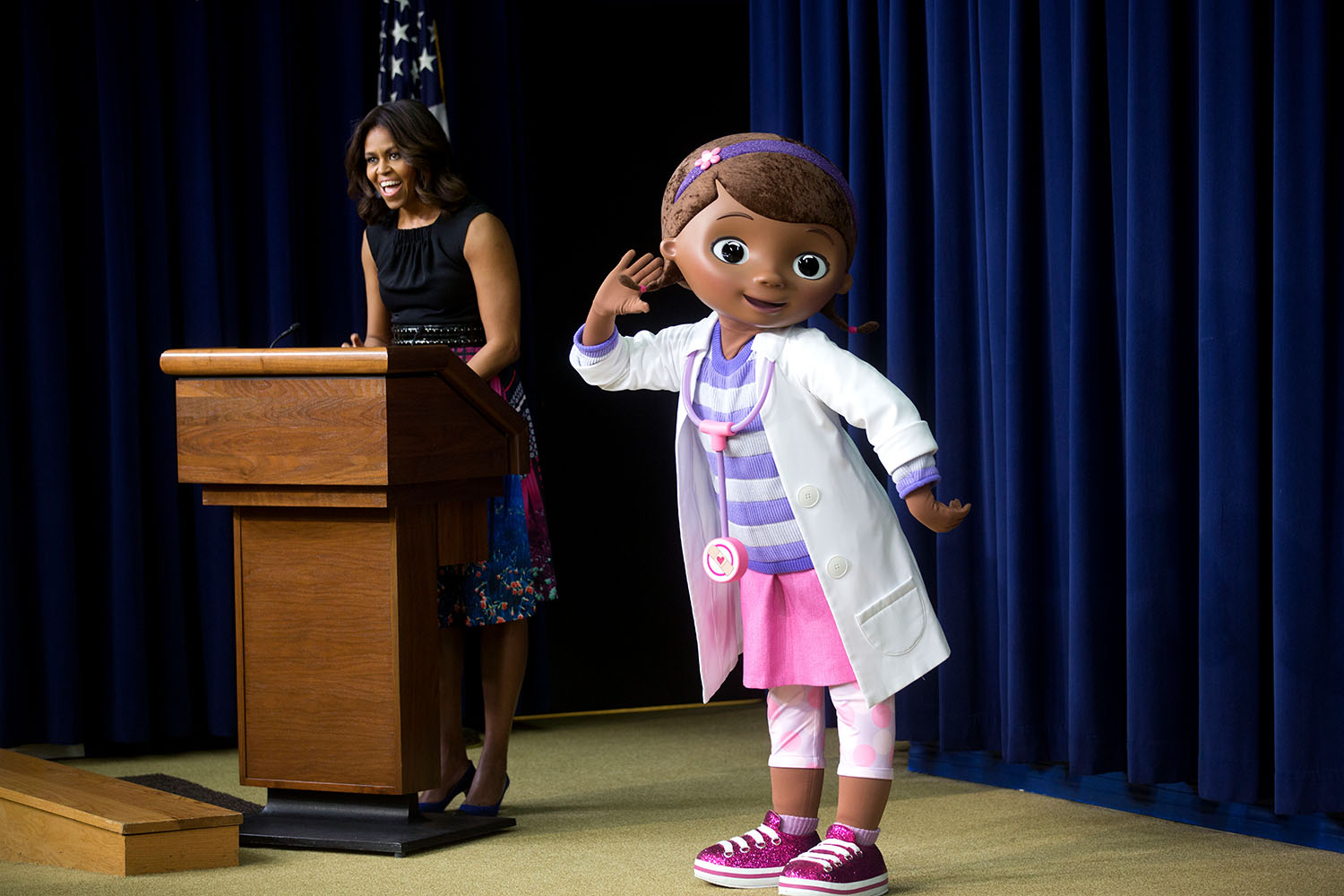

꼬마의사 맥스터핀스(Doc Mcstuffins) 2012년 3월 23일에부터 2020년 4월 18일까지 디즈니주니어에서 방영된 고장난 장난감들을 고쳐주는 내용의 애니메이션. 이후에 동물병원, 장난감 병원, 동물구조대, 아기랜드, 얼티밋 사파리, 장난감 북극, 건강을 지켜요 시리즈를 잇따라 방영을 하고 있었다. 종영 2년만에 10살이 되었어요가 방영이 되었다.

## 줄거리
아파하는 장난감들을 고쳐주는 사랑스러운 꼬마 의사 이야기

## 목소리 출연

### 원본판
- 도티 닥 맥스터핀스(Dottie Doc Mcstuffins) - 키아라 무하마드→라야 델리온 헤이즈→사라 밀톤
- 래미 (Lambie) - 라라 질 밀러
- 스터피 (Stuffy Philbert) - 로비 리스트
- 핼리 (Hallie) - 로레타 더바인
- 칠리 (Chilly) - 제스 하넬
- 도니 맥스터핀스 (Donnie Mcstffins) - 제이든 베츠→안드레 로빈슨
- 마이샤 맥스터핀스 (Dr. Maisha Mcstuffins) - 킴벌리 브룩스
- 마커스 맥스터핀스 (Mr. Marcus McStuffins) - 게리 앤서니 윌리엄스
- 마야 맥스터핀스 (Maya Alana McStuffins) - 카렌 오브라이언
- 기타배역 - 그레이 딜라일, 크리스 니

### 한국어판
- 도티 닥 맥스터핀스(Dottie Doc Mcstuffins) - 이나영(아역)
- 래미 (Lambie) - 우정신
- 스터피 (Stuffy Philbert) - 하성용
- 핼리 (Hallie) - 전숙경
- 칠리 (Chilly) - 김기흥
- 도니 맥스터핀스 (Donnie Mcstffins) - 정민석(아역)
- 마이샤 맥스터핀스 (Dr. Maisha Mcstuffins) - 전숙경
- 마커스 맥스터핀스 (Mr. Marcus McStuffins) - 김기흥
- 마야 맥스터핀스 (Maya Alana McStuffins) - 우정신
- 기타배역 - 이세은, 최보배, 남도형

## 우리말 연출
- 더빙 스튜디오 : STORM
- 믹싱 스튜디오 : STORM
- 오프닝음악 : 꼬마의사 맥스터핀스 테마곡
- 노래 : 김령희
- 원곡 : 차이나 앤 매클레인
- 작곡 : 케이 헨리/미셸 루이스/댄 페티
- 음악연출 : 박덕수
- 연출 :
- 제작총괄 :
- 한국어 제작 : Disney Character Voices International,Inc.
- 기획 : 텔레비전미디어코리아 (시즌1~3) → 디즈니채널코리아(유) (시즌3~5) → 월트디즈니컴퍼니코리아 유한책임회사 (10살이 되었어요!)